# Federico Guglielmo I di Sassonia-Weimar
Federico Guglielmo I di Sassonia-Weimar (Weimar, 25 aprile 1562 – Weimar, 7 luglio 1602) fu duca di Sassonia-Weimar.
Era il figlio maggiore di Giovanni Guglielmo di Sassonia-Weimar (1530 – 1573) e di Dorotea Susanna di Wittelsbach-Simmern (1544 –1592).

## Biografia
Alla morte del padre (1573) Federico Guglielmo non aveva ancora raggiunto la maggiore età; per questo, venne costituito un governo tutelare per il ducato. Questo venne retto dalla Duchessa Dorotea Susanna, sua madre dal momento che non poteva essere presente in loco il Principe Elettore Augusto di Sassonia -della linea Albertina- che era stato designato come reggente.
Nel 1586 Federico Guglielmo venne dichiarato maggiorenne e governò indipendentemente sul Sassonia-Weimar. Cinque anni più tardi, nel 1591, l'Elettore Cristiano I di Sassonia morì e venne succeduto dal figlio Cristiano II. Poiché il nuovo Elettore non aveva ancora raggiunto la maggiore età, la reggenza venne tenuta da Federico Guglielmo, con il titolo di Administrator des Sächsischen Kurstaates (Amministratore dell'Elettorato di Sassonia). Egli prese residenza a Torgau e lasciò il governo del proprio ducato. Questo venne tenuto dal fratello minore Giovanni, che avrebbe dovuto prendere parte - in accordo con le leggi della Casata Ernestina - agli affari di governo.
Nel 1601 Cristiano II venne dichiarato maggiorenne e Federico Guglielmo fece ritorno a Weimar ma morì l'anno successivo senza aver lasciato una traccia significativa del governo del proprio ducato.
Dopo la sua morte il ducato di Sassonia-Altenburg fu scorporato da quello di Sassonia-Weimar come principato indipendente ed assegnato al figlio Federico Guglielmo, che assunse il nome di Federico Guglielmo II Sassonia-Altenburg. Federico Guglielmo I fu così il capostipite della linea ducale degli Altenburg, che regnò sulla Sassonia-Altenburg fino al 1672.

## Matrimoni e successioni
A Weimar, il 5 maggio 1583, Federico Guglielmo I sposò Sofia, una principessa del Wurttemberg, che gli diede cinque figli dei quali solo due femmine gli sopravvissero:
- Dorotea Sofia di Sassonia-Altenburg (19 dicembre 1587 – 10 febbraio 1645), badessa a Quedlinburg;
- Anna Maria di Sassonia-Altenburg (31 marzo 1589 – dicembre 1626).

Nel 1591 a Neuburg, il 9 settembre, sposò in seconde nozze Anna Maria (1575 –1643), figlia del duca Filippo Luigi del Palatinato-Neuburg, dalla quale ebbe sei figli:
- Giovanni Filippo (1597 – 1639);
- Anna Sofia (3 febbraio 1598 – 20 marzo 1641), andata sposa a Carlo Federico I, duca di Münsterberg-Oels (1593 – 1647);
- Federico (12 febbraio 1599 – 25 ottobre 1625)[1];
- Giovanni Guglielmo (13 aprile 1600 – 2 dicembre 1632);
- Dorotea (26 giugno 1601 – 10 aprile 1675), andata sposa ad Alberto di Sassonia-Eisenach;
- Federico Guglielmo II (1603 – 1669).

## Ascendenza
|                                         |                                    |                                   | Genitori                          |  |  | Nonni |  |  | Bisnonni             |  |  | Trisnonni           |  |
|                                         |                                    |                                   |                                   |  |  |       |  |  | Giovanni di Sassonia |  |  | Ernesto di Sassonia |  |
|                                         |                                    |                                   |                                   |  |  |       |  |  | Giovanni di Sassonia |  |  | Ernesto di Sassonia |  |
|                                         |                                    | Elisabetta di Baviera             |                                   |  |  |       |  |  | Giovanni di Sassonia |  |  |                     |  |
| Giovanni Federico I di Sassonia         |                                    |                                   |                                   |  |  |       |  |  | Giovanni di Sassonia |  |  |                     |  |
|                                         |                                    | Sofia di Mecleburgo-Schwerin      | Magnus II di Meclemburgo-Schwerin |  |  |       |  |  |                      |  |  |                     |  |
|                                         |                                    | Sofia di Mecleburgo-Schwerin      | Magnus II di Meclemburgo-Schwerin |  |  |       |  |  |                      |  |  |                     |  |
|                                         |                                    | Sofia di Mecleburgo-Schwerin      | Sofia di Pomerania-Wolgast        |  |  |       |  |  |                      |  |  |                     |  |
| Giovanni Guglielmo di Sassonia-Weimar   |                                    | Sofia di Mecleburgo-Schwerin      |                                   |  |  |       |  |  |                      |  |  |                     |  |
|                                         |                                    | Giovanni III di Kleve             | Giovanni II di Kleve              |  |  |       |  |  |                      |  |  |                     |  |
|                                         |                                    | Giovanni III di Kleve             | Giovanni II di Kleve              |  |  |       |  |  |                      |  |  |                     |  |
|                                         |                                    | Giovanni III di Kleve             | Matilde d'Assia                   |  |  |       |  |  |                      |  |  |                     |  |
| Sibilla di Jülich-Kleve-Berg            |                                    | Giovanni III di Kleve             |                                   |  |  |       |  |  |                      |  |  |                     |  |
|                                         |                                    | Maria di Jülich-Berg              | Guglielmo IV di Jülich-Berg       |  |  |       |  |  |                      |  |  |                     |  |
|                                         |                                    | Maria di Jülich-Berg              | Guglielmo IV di Jülich-Berg       |  |  |       |  |  |                      |  |  |                     |  |
|                                         |                                    | Maria di Jülich-Berg              | Sibilla di Hohenzollern           |  |  |       |  |  |                      |  |  |                     |  |
| Federico Guglielmo I di Sassonia-Weimar |                                    | Maria di Jülich-Berg              |                                   |  |  |       |  |  |                      |  |  |                     |  |
|                                         | Giovanni II del Palatinato-Simmern | Giovanni I del Palatinato-Simmern |                                   |  |  |       |  |  |                      |  |  |                     |  |
|                                         | Giovanni II del Palatinato-Simmern | Giovanni I del Palatinato-Simmern |                                   |  |  |       |  |  |                      |  |  |                     |  |
|                                         | Giovanni II del Palatinato-Simmern | Giovanna di Nassau-Saarbrücken    |                                   |  |  |       |  |  |                      |  |  |                     |  |
| Federico III del Palatinato             | Giovanni II del Palatinato-Simmern |                                   |                                   |  |  |       |  |  |                      |  |  |                     |  |
|                                         |                                    | Beatrice di Baden                 | Cristoforo I di Baden-Baden       |  |  |       |  |  |                      |  |  |                     |  |
|                                         |                                    | Beatrice di Baden                 | Cristoforo I di Baden-Baden       |  |  |       |  |  |                      |  |  |                     |  |
|                                         |                                    | Beatrice di Baden                 | Caterina d'Austria                |  |  |       |  |  |                      |  |  |                     |  |
| Dorotea Susanna di Wittelsbach-Simmern  |                                    | Beatrice di Baden                 |                                   |  |  |       |  |  |                      |  |  |                     |  |
|                                         |                                    | Casimiro di Brandeburgo-Bayreuth  | Federico I di Brandeburgo-Ansbach |  |  |       |  |  |                      |  |  |                     |  |
|                                         |                                    | Casimiro di Brandeburgo-Bayreuth  | Federico I di Brandeburgo-Ansbach |  |  |       |  |  |                      |  |  |                     |  |
|                                         |                                    | Casimiro di Brandeburgo-Bayreuth  | Sofia di Polonia                  |  |  |       |  |  |                      |  |  |                     |  |
| Maria di Brandeburgo-Bayreuth           |                                    | Casimiro di Brandeburgo-Bayreuth  |                                   |  |  |       |  |  |                      |  |  |                     |  |
|                                         |                                    | Susanna di Baviera                | Alberto IV di Baviera             |  |  |       |  |  |                      |  |  |                     |  |
|                                         |                                    | Susanna di Baviera                | Alberto IV di Baviera             |  |  |       |  |  |                      |  |  |                     |  |
|                                         |                                    | Susanna di Baviera                | Cunegonda d'Austria               |  |  |       |  |  |                      |  |  |                     |  |
|                                         |                                    | Susanna di Baviera                |                                   |  |  |       |  |  |                      |  |  |                     |  |